# Schloßplatz (Berlin)
Pour les articles homonymes, voir Schloßplatz.
La Schloßplatz est une place de Berlin-Mitte, sur l'île aux Musées. À l'origine, seule la zone au sud du château de Berlin avec la fontaine de Neptune portait ce nom, mais aujourd'hui l'ancienne Schloßfreiheit (de) et la zone au nord du Lustgarten le portent également. 
La Schloßplatz est entourée par le Neuer Marstall et le Staatsratsgebäude au sud, l'ancien monument national de Guillaume Ier à l'ouest et la cathédrale de Berlin au nord. Dans le cadre de la reconstruction du château de Berlin (de) en tant que Forum Humboldt, la place sera repensée d'ici 2023.

## Histoire

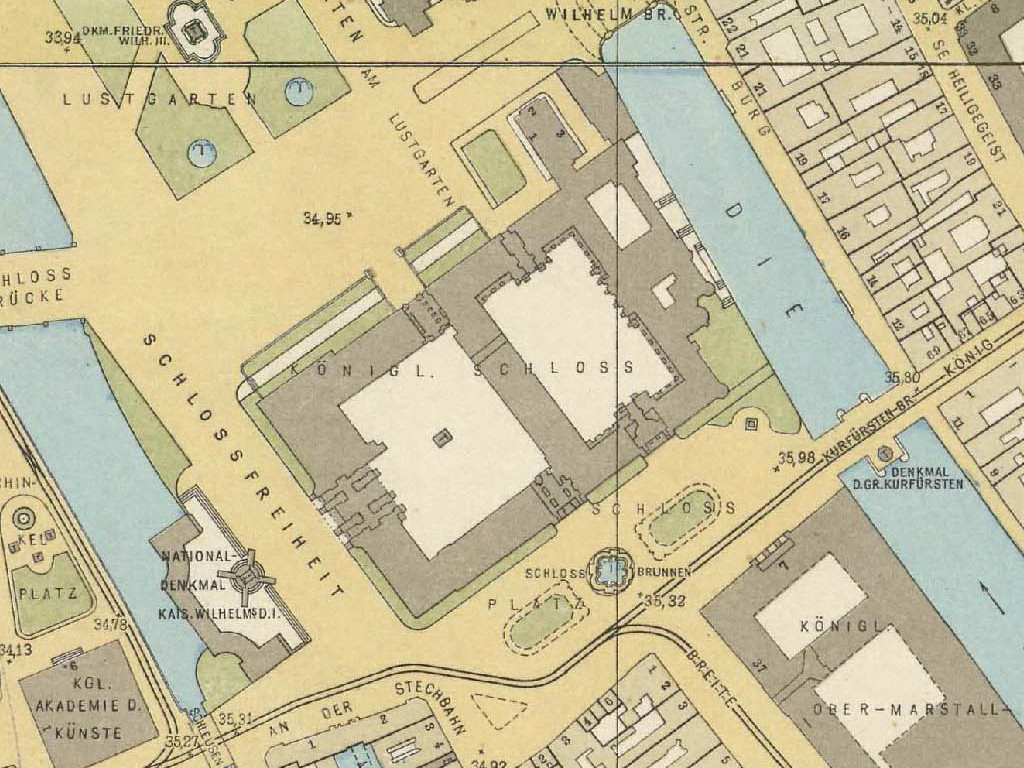
La Schloßplatz et ses environs sur le Straubeplan, 1910

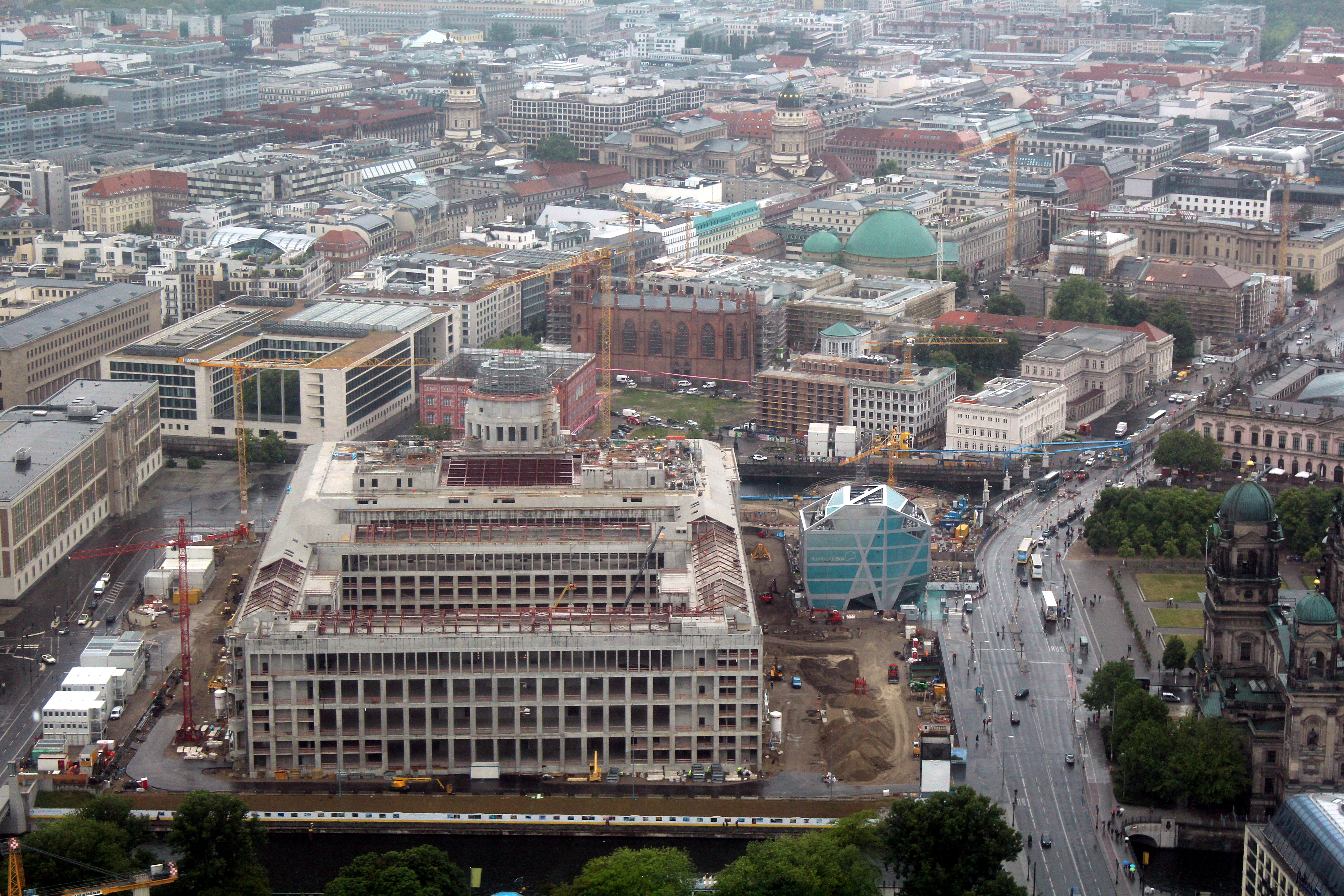
Chantier de construction du château avec la Schloßplatz (à gauche) et le Lustgarten (à droite), 2015

Avant que la place du château ne soit fortifiée, il y avait à extrémité de la Stechbahn une installation pour les tournois de l'électeur Joachim II Hector de Brandebourg construite en 1537. Après la désinstallation du site du tournoi, la rue An der Stechbahn (de), qui a fusionné avec la Schloßplatz, l'a rappelé, mais elle a disparu en 1866 en raison d'une modification d'un bâtiment. L'ancien château se situait entre trois endroits: le Lustgarten au nord, la Schloßfreiheit sur le canal de la Spree à l'ouest et la place historique du château au sud. En 1830, des rassemblements de masse et des émeutes ont eu lieu sur la place dans le cadre de la révolution des tailleurs (de). En 1891, la fontaine du château, un cadeau de la magistrature de Berlin pour l'empereur Guillaume II, conçue par Reinhold Begas, a été construite sur la Schloßplatz. La fontaine s'appelle aujourd'hui la fontaine de Neptune.
Après la Seconde Guerre mondiale, le château endommagé devait initialement être reconstruit. Un plan de l'adjoint à l'urbanisme, Richard Ermisch (de), prévoyait de repositionner la statue équestre de Frédéric-Guillaume Ier (de), à l'origine sur le Rathausbrücke, à l'extrémité est de la Schloßplatz. Néanmoins, le palais a été détruit par la décision du Bureau politique du Comité central du SED en 1950 malgré de nombreuses protestations internationales. La fontaine de Neptune a été stockée et installée en 1969 sur l'espace ouvert entre l'église Sainte-Marie et le Rotes Rathaus. En 1951, la zone dégagée a reçu le nom de Marx-Engels-Platz, comprenant le Lustgarten ainsi que la Schloßfreiheit et la Schloßplatz historique. En octobre 1951, la place a servi d'étape d'ouverture et de fermeture du Tour de RDA (de). Une tribune construite pour le parti au pouvoir et le gouvernement a reçu sa place sur le côté est parallèle à la Spree. Le reste de la zone servait désormais de terrain de parade pour de grandes manifestations et défilés militaires. En 1973, au lieu de la tribune, la construction du Palais de la République a commencé. Il a ouvert ses portes en 1976. En 1990, cependant, le bâtiment a été fermé en raison d'une contamination par l'amiante.
Après le changement politique, des fouilles archéologiques ont été effectuées dans la zone non-construite du château, une partie des fondations du château et des caves a été découvertes. En 1991, la partie nord de la Marx-Engels-Platz a repris son nom d'origine Lustgarten, tandis qu'en 1994 le reste de la Marx-Engels-Platz a été renommé Schloßplatz. De nouvelles fouilles depuis 2008 ont également mis au jour les fondations de l'abbaye dominicaine de Cölln (de). Après son désamiantage de 1997 à 2002, le Palais de la République a été démoli entre 2006 et 2008. Afin de permettre l'utilisation temporaire de la jachère, la zone a ensuite été conçue avec des pelouses, des passerelles en bois praticables et des marches. Début 2013, l'utilisation temporaire a pris fin, en pleine préparation en vue de la reconstruction du château.
Depuis 2013, le château est en cours de reconstruction conformément à la résolution du Bundestag de 2002, avec trois façades baroques (côté nord, ouest et sud) et le Schlüterhof en cours de reconstruction. Le côté est de la Spree est conçu de manière moderne. Le 12 juin 2013, le président fédéral Joachim Gauck a posé la première pierre du nouveau bâtiment, qui doit être utilisé par le Forum Humboldt. Jusqu'à l'ouverture (selon l'état actuel de la planification 2019), les expositions de la Humboldt-Box temporaire sur la Schloßplatz fourniront des informations sur le projet de construction et les détails du Forum Humboldt.
Le 13 avril 2011, décision a été prise de la construction du monument de la liberté et de l'unité sur le piédestal de l'ancien monument national de Guillaume Ier sur la Schloßfreiheit, c'est-à-dire à proximité immédiate de la Schloßplatz. Le monument de l'architecte Johannes Milla et de la chorégraphe Sasha Waltz doit être construit sous la forme d'une plateforme évoquant une grande balançoire. C'est pour montrer que beaucoup de gens peuvent faire de grands changements. Il n'est pas construit à ce jour.

## Conception d'espaces ouverts

Base de planification du Sénat de Berlin pour la conception de la Schlossplatz

En janvier 2013, le bureau berlinois bbz lanschaftsarchitekten a reçu le 1er prix au concours de conception d'espace libre du Forum Humboldt. La conception envisage une conception contemporaine de l'environnement du château, qui, cependant, permet un retour des éléments historiques. Il s'agit notamment de la colonne de l'aigle (de) au coin du Schlossbrücke, le Rossebändiger sur le Lustgarten et la fontaine de Neptune sur la Schlossplatz. Selon une enquête représentative réalisée par l'infratest dimap (de) en mai 2017, la grande majorité de la population (65%) a approuvé un environnement de château historique, seule une faible proportion (20%) préfère la variante contemporaine.
À l'origine, la conception de l'espace ouvert devait être achevée avec le Forum Humboldt en 2019. À la fin du mois de décembre 2018, cependant, l'administration du bâtiment du Sénat responsable a annoncé que la zone du château ne sera probablement pas achevée avant 2023 en raison de la construction du métro.

## Toponymie
Le nom officiel a été changé en Schloßplatz en 1994, avant la réforme de l'orthographe allemande de 1996, notamment relative au ß. Elle aurait dû s'appeler Schlossplatz après cette réforme, mais comme d'habitude, il n'y a pas eu de changement dans la rue ou, dans ce cas, le nom du lieu. La même chose s'applique à d'autres expressions du château telles que la Schloßbrunnen, la Schloßfreiheit, le Schloßbrücke en connexion avec le château de Berlin. Ces noms propres sont utilisés ici car ils ont été utilisés selon l'orthographe valide à l'époque.